# コンフォートデルグロ
コンフォートデルグロ（ComfortDelGro SGX: C52）は世界で2番目に大きな交通会社で、約46,200台を運行している。2003年にシンガポールのコンフォートグループとデルグロ・コーポレーションが統合し誕生した。
本部はシンガポールにあり、シンガポールの他に中国、イギリス、アイルランド、オーストラリア、ベトナム、マレーシアでも企業活動を行なっている。2007年ではそれら他国での収入が約50%に達する。グループとしては今後5年間で海外での収入を70%まで引き上げることを目標としている。
コンフォートデルグロは世界中に子会社を所有している。SBSトランジットはシンガポールに2つある路線バス運行会社の1つ、VICOM Limitedは車両点検、テスト会社、ComfortDelGro Driving Centreはバイク、自動車の教習所、Metroline (イギリス), Vinataxi (ベトナム)など、交通に関する会社を所有しており、その他にもオーストラリアや中国にも子会社を所有している。

## シンガポール

### バス・鉄道

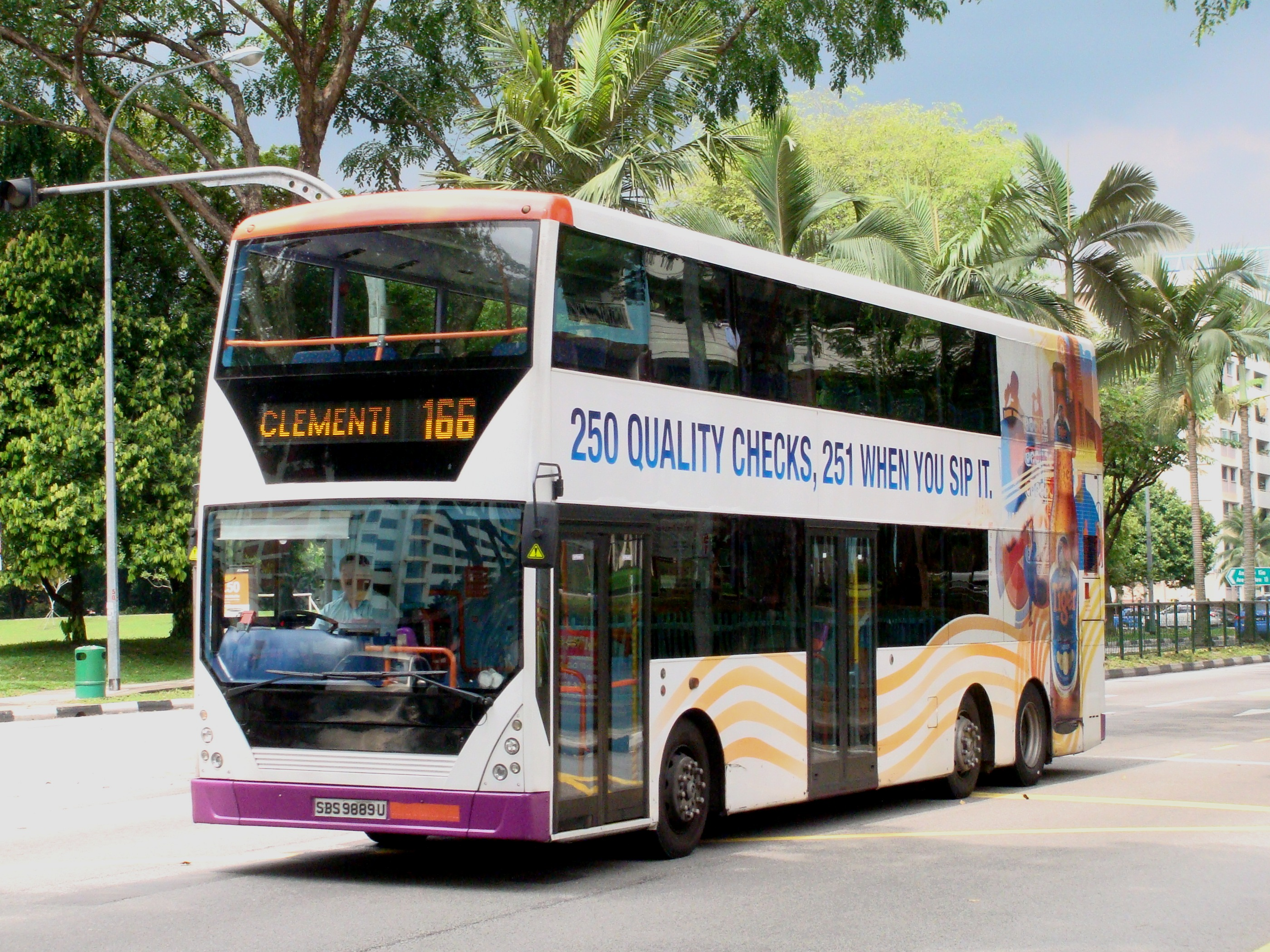
SBSトランジットの子会社ComfortDelgro Engineeringが改造したボルボ Super Olympian demonstrator

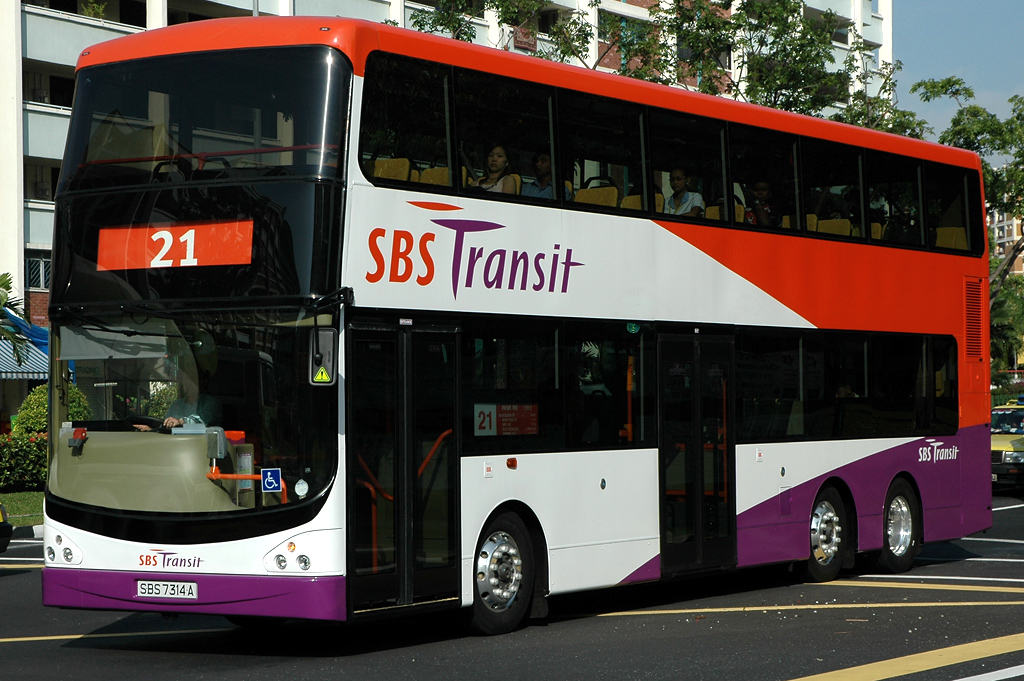
SBSトランジットのボルボ B9TL

コンフォートデルグロはSBSトランジットの株式を持ち、SBSトランジット自体もシンガポール証券取引所に上場（SGX: S61）している。SBSトランジットはシンガポール最大の路線バス運行会社で2,800台のバスを242のルートで走らせている。
マス・ラピッド・トランジット（MRT）では北東線、ダウンタウン線（2014年開業）、ライト・ラピッド・トランジット（LRT）ではセンカン線、プンゴル線を運行している。
ComfortDelGro Busというチャーターバスもあり、これはシンガポールで最大のチャーターバス会社で200社以上の顧客を持つ。また、マレー半島へのツアーサービスも行なっている。
| 月 | 2011      | 2011    | 2012      | 2012    |
| 月 | バス      | 鉄道    | バス      | 鉄道    |
| -- | --------- | ------- | --------- | ------- |
| 1  | 2,499,764 | 479,488 | 2,502,579 | 513,232 |
| 2  | 2,407,956 | 462,422 | 2,656,166 | 516,881 |
| 3  | 2,525,379 | 473,044 | 2,599,039 | 512,857 |
| 4  | 2,529,607 | 473,819 | 2,588,379 | 507,860 |
| 5  | 2,488,470 | 471,687 | 2,606,904 | 515,012 |
| 6  | 2,427,359 | 482,303 | 2,505,754 | 519,545 |
| 7  | 2,609,269 | 502,146 | 2,670,787 | 531,032 |
| 8  | 2,555,034 | 489,654 | 2,643,235 | 527,838 |
| 9  | 2,577,544 | 497,396 | 2,607,288 | 530,928 |
| 10 | 2,520,090 | 501,584 | 2,610,997 | 532,144 |
| 11 | 2,474,271 | 495,914 | 2,551,998 | 534,455 |
| 12 | 2,305,976 | 479,318 | 2,410,283 | 538,196 |

### タクシー

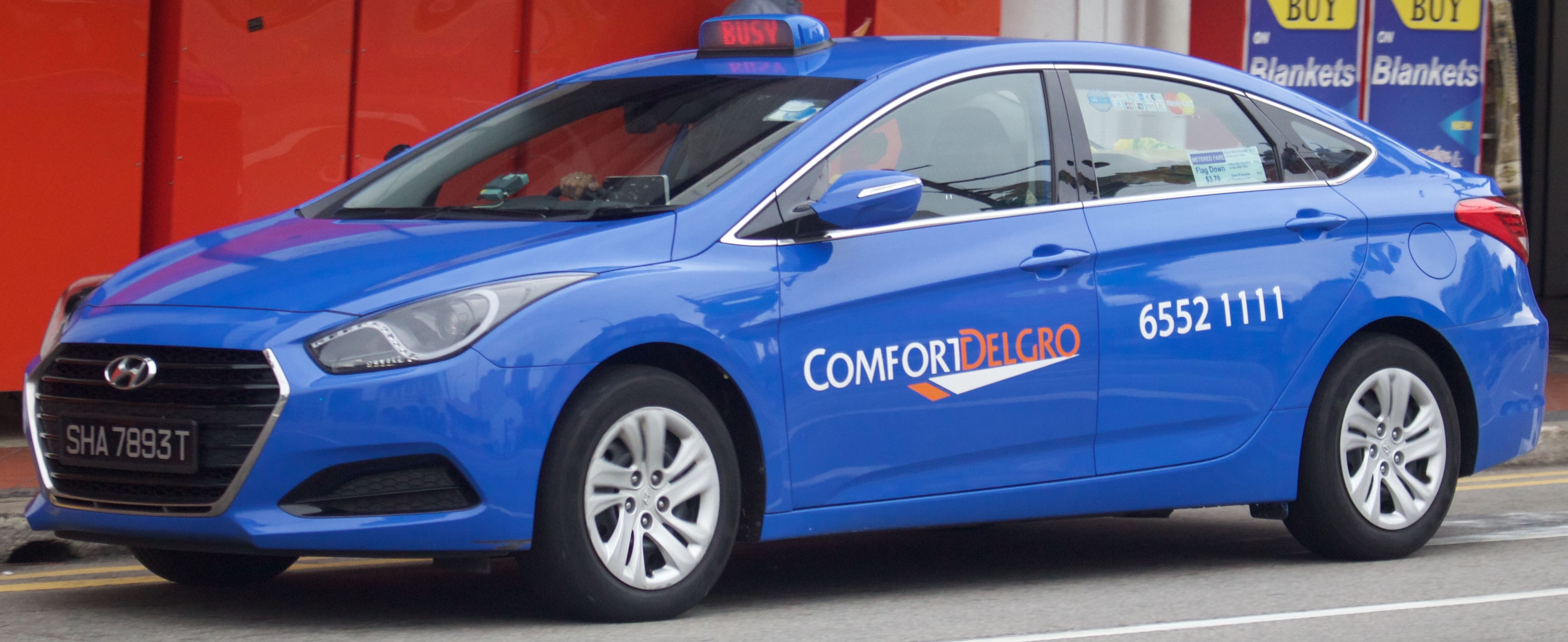
コンフォートタクシー

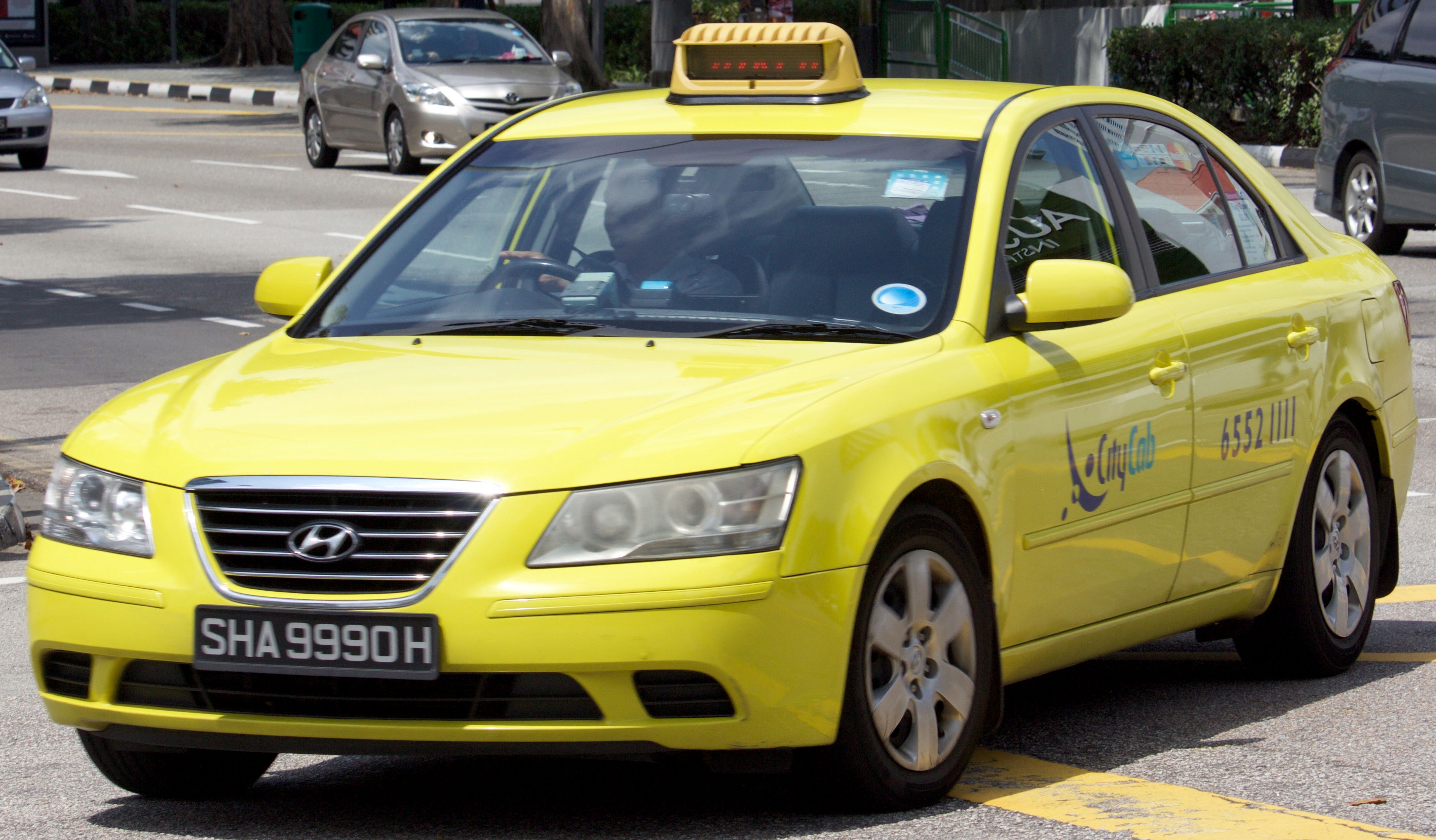
シティキャブ

シンガポール内で走っているコンフォートタクシー、シティーキャブがコンフォートデルグロであり、15,000台以上を運行する国内最大のタクシー会社である。
ComfortDelGro taxi booking system（コンフォートデルグロ・タクシー予約システム）はタクシー内の子機（in-vehicle Mobile Data Terminals (MDTs)）をGSMのパケットデータ通信（GPRS）で繋いでおり、予約からピックアップまでがスムーズに行われている。今日では年間約2000万人がこの予約サービスを使っている。

### レンタカー
ComfortDelGro Rent-A-Carは1,200台以上の車両でレンタカー、カーリースを行なっている。

### 車両工場・検査・教習所
ComfortDelGro Engineeringは毎月15,000台を超えるタクシー、3,000台以上の自家用車、2,000台以上の商用車を検査をしている。また、シンガポールの保険会社17社の代理店もしている。
VICOM Limitedは事故車の検査、査定をするセンターを7箇所持つ。
ComfortDelGro Driving Centreは日本の調布自動車学校と提携しているバイク、自動車の教習所。また、タクシーやバスなどの自社の養成機関としても使用している。

### 屋外広告
Moove Mediaは2005年に旧コンフォートグループ系のComfort Adsと旧デルグロ・コーポレーション系のSBS Transit Advertisingを統合し設立された。2,800台以上のバス、15,000台以上のタクシー、14の駅などがMoove Mediaの扱っている広告スペースである。

### 論争
2012年にコンフォートデルグロのタクシーがフェラーリと事故を起こしタクシー運転手を含む3人が死亡し、2人が重症を負った。ニュースはすべてのヒュンダイ・ソナタのタクシーにエアバッグがついていないことを明らかにした。

## 海外

### バス

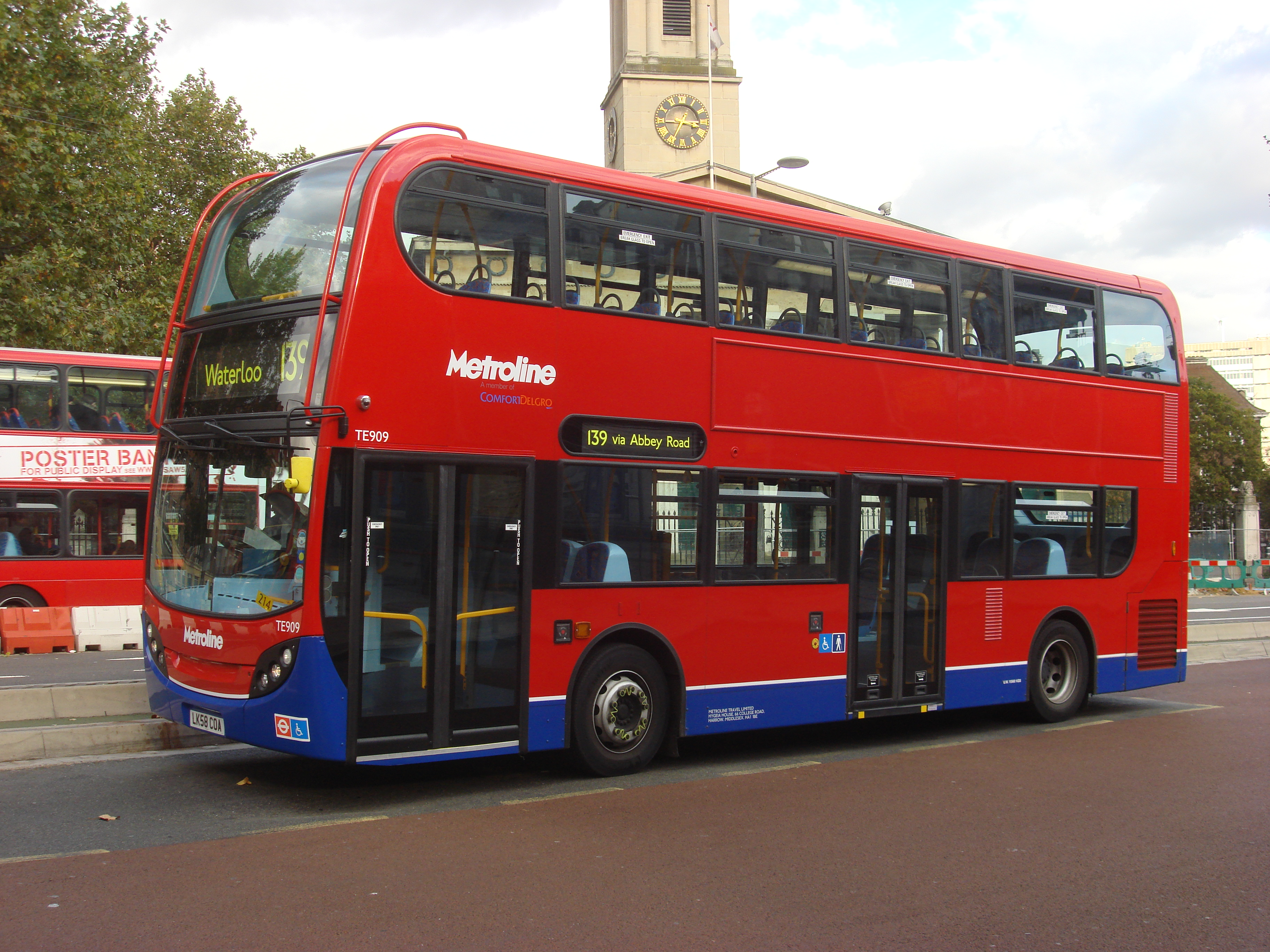
所有するメトロラインがロンドンで運行するEnviro400

#### 中国
中国ではジョイントベンチャー企業の上海申新バスが上海で460台の路線バスを18のルートで運行おり、瀋陽康福德高安運バス（運行権は瀋陽安運グループ）は300台以上のバスを運行している。また、
Shenyang ComfortDelGro Bus Co, Ltdは省営のShenyang Passenger Transport Groupから20以上のバスルートを取得し、運行している。

#### イギリス
イギリスではいくつかの会社を所有しており、ロンドンではロンドンバスを運行するメトロライン、アームチェア、ソープス（Thorps）をロンドン交通局ロンドンバス部の許可のもと運営している。2005年にアームチェアを取得してから、ロンドンを拠点とするバス会社との協力体制が強化された。2006年にはステージコーチグループ（Stagecoach Group）とジョイントベンチャーを設立し、イングランド、スコットランド間をスコティッシュ・シティリンク、メガバスのブランドで運行している。

#### アイルランド
シティリンク・アイルランドを運営おり、ダブリン、ゴールウェイ、リムリック、コーク間のバス運行をしている。

#### オーストラリア
2005年にComfortDelGro Cabcharge Pty Ltd.はニューサウスウェールズ州に拠点を置くオーストラリア最大のバス会社ウエストバスグループを取得し、オーストラリア市場に参入した。ComfortDelGro Cabcharge Pty Ltd.の株式49%はCabcharge Australia Limitedが保有している。2006年にはニューサウスウェールズ州で路線バスを運行するHolroyd Bus Lines Pty Ltd.を取得し、2007年7月にはニューキャッスル州とニューサウスウェールズ州で運行するToronto Bus Servicesを取得した。2008年11月にビクトリア州のオーストラリアで4番目に大きいバス会社Kefford Groupを取得した。

### タクシー
中国では8,800台近くのタクシーを運行している。運行している都市は北京、上海、瀋陽市、成都市、蘇州市、煙台市、衡陽市、廈門市、南寧市、南京市、吉林市。
イギリスではロンドンのコンピューターキャブ、コンピューターキャブ（エジンバラ）、コンピューターキャブ（アバディーン）を所有し、4,000台近くのタクシーをComCab、DataCab、Call-A-Cab、Local Taxisのブランドで運行している。コンフォートデルグロはエディンバラのハイヤー会社、Onward Travel Limitedも所有しており、エジンバラ空港から高級空港ハイヤーサービス認定を受けている。2007年にはバーミンガムのタクシー、ハイヤー会社を買収し、コンピューターキャブ（バーミンガム）へと社名を変更した。
ベトナムではホーチミンでベトナムタクシーを所有し967台のタクシーを運行している。また、州営であったSaigon General Service Corporation (Savico)とComfortDelGro Savico Taxiを設立し、300台以上を運行し、タクシーのコールセンター、修理工場を運営している。

### レンタカー・カーリース・車両検査工場
中国では北京でBeijing ComfortDelGro Yin Jian Auto Servicesが900台以上の車両、成都ではSichuan ComfortDelGro Car Servicingがレンタカー、カーリースをおこなっている。
2004年にはChengdu Jitong Integrated Vehicle InspectionとBeijing Tian Long Da Tian Vehicle Inspectionを取得し、自動車部品の販売、車両検査センターの運営を行なっている。
マレーシアではクアラルンプールでCityLimo Leasing (M) Sdn Bhd、Pantas Rent-A-Car Sdn Bhd、DynaDrive Rent-A-Car Sdn Bhd.が460台の車両でレンタカー、カーリースを行なっている。

### カーディーラー
中国の蘇州市ではSuzhou Auto Hiring Companyとジョイントベンチャーを組み、230以上の店舗でトヨタ車の販売を行なっており2007年には1,004台を売上、トヨタディーラー世界一（Toyota's Number One Dealer award）を受賞した。